# Battaglia di Barawa

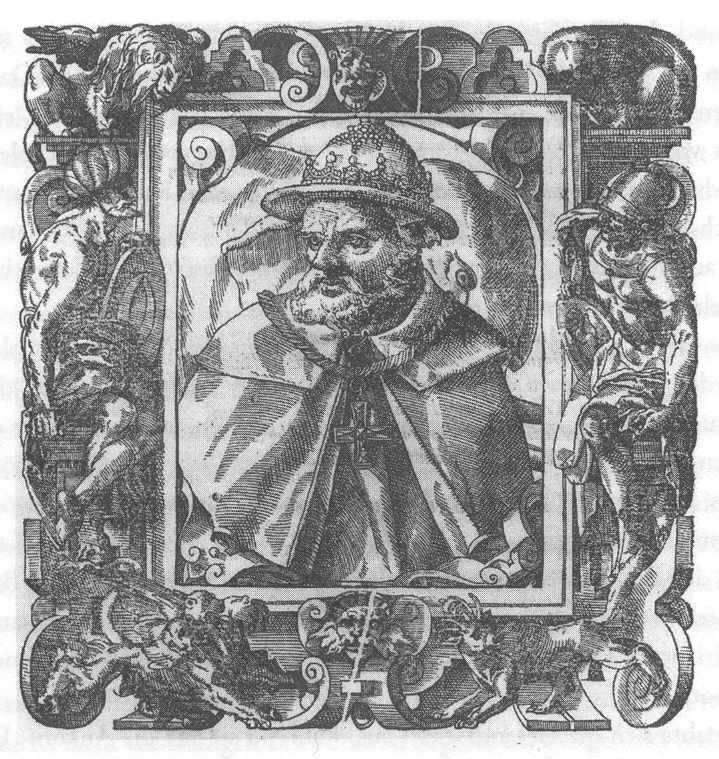
Durante la battaglia di Brava, Tristão da Cunha fu ferito e nominato cavaliere da Albuquerque.

La battaglia di Barawa o battaglia di Brava fu il primo scontro ufficiale tra l'Impero portoghese e il Sultanato degli Agiuran nella città di Brava (Somalia). I portoghesi organizzarono uno sbarco e raggiunsero i loro obiettivi di saccheggiare la città.

## Antefatto
Nel 1498 Vasco da Gama aveva raggiunto l'India, stabilendovi i primi avamposti portoghesi, e la Corona del Portogallo risolse di creare diverse basi fortificate lungo la rotta per l'India, dando inizio alla fase più aggressiva d'espansione dell'Impero portoghese: Pêro da Covilhã raggiunse l'Abissinia nel 1490; nell'oceano Indiano, una delle navi di Pedro Álvares Cabral scoprì il Madagascar, poi parzialmente esplorato da Tristão da Cunha solo nel 1507; Socotra venne occupata nel 1506 e Ceylon visitata nel medesimo anno; Mauritius fu scoperta nel 1507.
Pressati dalla crescente marea portoghese, diversi piccoli stati musulmani delle coste dell'Africa orientale (Mozambico, Kilwa, Brava/Barawa e Mombasa) si trovarono così costretti a scegliere se scontrarsi o allearsi con gli Europei. La VII Armata d'India dei portoghesi, nel 1505, saccheggiò Kilwa e Mombasa. L'impero somalo medievale degli Agiuran, potenza commerciale dominante nell'Oceano indiano, entrò quindi gioco-forza in rotta di collisione con i lusitani. Le relazioni tra Portogallo e Agiuran s'inasprirono con l'occupazione lusitana di Socotra

## La battaglia
Nel febbraio 1507, l'VIII Arma d'India, 16 navi comandate da Tristão da Cunha (accompagnato da Afonso de Albuquerque) attraccò a Malindi lungo la rotta per l'India. Il re di Malindi, fedele vassallo dei portoghesi sin dal viaggio inaugurale di Vasco da Gama in India nel 1497, chiese assistenza agli europei contro le città ostili di Oja, Lamu e Brava. Oja fu saccheggiata e Lamu soggiogato senza combattere. Dopo aver raggiunto Brava, i portoghesi chiesero prima alla città di sottomettersi senza combattere, cosa che fu rifiutata. I portoghesi si prepararono ad assalire la città e riferirono che le sue difese includevano delle mura e 4 000 uomini pronti a combattere. La mattina seguente, da Cunha e de Albuquerque guidarono a terra due gruppi d'assalto. 2 000 uomini partirono per combattere i portoghesi sulla spiaggia ma furono respinti in città. Venendo attaccati da frecce incendiarie, i portoghesi scalarono il muro in un punto debole e le difese furono violate. Molti abitanti fuggirono ma quelli che rimasero perirono nella lotta. La città fu poi saccheggiata e data alle fiamme, mentre i superstiti osservavano da lontano. I portoghesi ripresero poi il mare e si diressero a Socotra.
Dopo l'attacco, la città di Brava fu rapidamente ricostruita.